# 阿尔塔夫莱
阿尔塔夫莱，是西班牙卡斯蒂利亚-莱昂布尔戈斯省的一个市镇。总面积8平方公里，总人口59人（2001年），人口密度7人/平方公里。